# Parafia św. Marcina Biskupa w Zwierniku
Parafia św. Marcina Biskupa w Zwierniku – parafia rzymskokatolicka, znajdująca się w diecezji tarnowskiej, w dekanacie Pilzno.